# Nel mondo della luna (film 1936)
Nel mondo della luna (The Moon's Our Home) è un film del 1936 diretto da William A. Seiter.

## Trama
Storia di una diva di Hollywood e di uno scrittore famoso, i loro incontri, scontri, matrimonio, divorzio e riappacificazione.

## Produzione
Il film venne girato a Big Bear Lake in California, prodotto dalla Walter Wanger Productions per la Paramount Pictures. La storia è tratta dal libro The Moon's Our Home di Faith Baldwin.

## Distribuzione
Il film venne distribuito dalla Paramount Pictures che lo fece uscire nelle sale il 10 aprile 1936. Nel 1958, venne trasmesso in TV, distribuito dalla MCA/Universal Pictures.

### Date di uscita
IMDb
- USA	10 aprile 1936
- Danimarca	 1º ottobre 1936
- Finlandia	18 ottobre 1936

Alias
- The Moon's Our Home	 USA (titolo originale)
- Først gift og så forlovet 	Danimarca
- Flucht in die Liebe	Germania
- Kuutamokuhertelua	Finlandia
- Nel mondo della luna	Italia
- Vivendo na Lua	Brasile